# Proizvodnja čajevca na Šrilanki
Proizvodnja čaja na Šrilanki je eden glavnih virov prihodkov Šrilanke (prej imenovana Cejlon) in predstavlja 2% BDP, kar je v letu 2013 znašalo več kot 1,5 milijarde $ USD v gospodarstvu Šrilanke. Neposredno ali posredno zaposluje več kot 1 milijon ljudi, leta 1995 pa je bilo neposredno na nasadih in posestvih zaposleno 215.338 ljudi. Poleg tega je zasaditev čajevca malih proizvajalcev vir zaposlovanja tisočev, hkrati pa je tudi glavna oblika preživetja za več deset tisoč družin. Šrilanka je četrti največji proizvajalec čaja na svetu. Leta 1995 je bila vodilni svetovni izvoznik čaja s 23% celotnega svetovnega izvoza, a jo je kasneje presegla Kenija. Največja proizvodnja v višini 340 milijonov kg je bila leta 2013, medtem ko se je proizvodnja v letu 2014 nekoliko zmanjšala na 338 milijonov kg .
Vlažnost, hladne temperature in padavine osrednjega visokogorja v državi zagotavljajo podnebje, ki daje prednost visokokakovostnemu čaju. Po drugi strani pa ima čaj, proizveden na območjih z nizko nadmorsko višino, kot so okrožja Matara, Galle in Ratanapura, z veliko padavinami in višjimi temperaturami, visoko stopnjo adstringentnih lastnosti. Sama proizvodnja biomase čaja je višja na območjih z nizko nadmorsko višino. Tak čaj je priljubljen v državah Bližnjega vzhoda. Industrijo je leta 1867 predstavili James Taylor, britanski plantažnik, ki je prispel na otok leta 1852. Zasaditev čajevca pri manjših proizvajalcih je postala priljubljena v 1970-ih letih.

## Zgodovina

### Obdobje pred čajem
Čaj je bil prvi pridelek, ki je dobil državno podporo v Indiji, medtem ko je bil otok še pod nizozemskim nadzorom. Med administracijo nizozemskega guvernerja Imana Willema Falcka so v krajih Kolombo, Maradana in Cimetovih vrtovih uredili nasade cimeta (Cinnamomum zeylanicum). Prvi britanski guverner Frederick North je prepovedal zasebne nasade cimeta, s čimer je zagotovil monopol britanski Vzhodnoindijski družbi. Vendar je gospodarska kriza v tridesetih letih 20. stoletja v Angliji in drugod v Evropi vplivala na nasade cimeta na Cejlonu. To je povzročilo, da je guverner William Colebrooke (9. november 1787 – 6. februar 1870) leta 1833 ukinil proizvodnjo in Britanci so se obrnili na pridelavo kave in kakava, ko so ugotovili, da je cimet postal nedonosen.
Do začetka 1800-ih je Cejlon že poznal kavo. V 1870-ih je nasade kavovca razdejala glivična bolezen imenovana Hemileia vastatrix ali kavna rja . Konec kavne industrije je zaznamoval konec obdobja, ko se je večina plantaž na otoku namenila pridelovati kavna zrna. Plantažniki so eksperimentirali s kakavom in kininovcem (cinchona) kot alternativnimi pridelki, vendar niso uspeli zaradi napadov Heloplice antonie (vrsta komarjev), tako da so se v sedemdesetih letih prejšnjega stoletja praktično vsi preostali pridelovalci kave na Cejlonu preusmerili v proizvodnjo in gojenje čajevca.

### Začetnik plantaž s čajem
Leta 1824 so Britanci na Cejlon iz Kitajske prinesli čajevec in ga posadili v Kraljevem botaničnem vrtu v Peradeniyi za nekomercialne namene. Nadaljnje eksperimentalne rastline čajevca so preko Vzhodnoindijske družbe prinesli iz Asama in Kalkute v Indiji leta 1839 in v naslednjih letih. Leta 1839 je bila ustanovljena Cejlonska trgovinska zbornica, leta 1854 je sledilo Cejlonsko društvo plantažnikov. Leta 1867 je Škot James Taylor označil rojstvo čajne industrije v Cejlonu tako, da je začel z nasadi čajevca v Loolecandi (v singalščini - ලූල් කඳුර) v Kandiju. Imel je le 17 let, ko je prišel v Loolekando na Šrilanki. Prva zasaditev čajevca je obsegala le 76.890 m². Leta 1872 je Taylor začel delati s popolnoma opremljeno tovarno čaja na posestvu Loolecandi. Leta 1873 je v London prispela prva pošiljka cejlonskega čaja težka približno 10 kg. Sir Arthur Conan Doyle je opozoril na ustanovitev nasadov čaja, »... čajna polja na Cejlonu so resnično spomenik pogumu, kot je lev v Waterloo«.
Kmalu je bilo okoli Loolecanda dovolj nasadov, med njimi Hope, Rookwood in Mooloya na vzhodu ter Le Vallon in Stellenberg na jugu, začeli so menjati čaj in so bila med prvimi naselji, ki so jih ustanovili na otoku zaradi čajnih nasadov.
Skupno število prebivalcev Šrilanke po popisu leta 1871 je bilo 2.584.780.

### Rast in zgodovina komercialne proizvodnje
Čajna proizvodnja v Cejlonu se je močno povečala v 1880-ih in do leta 1888 je obdelovalna površina presegala količino kave, ki je leta 1899 narasla na skoraj 1.619 km². Edini plantažnik iz Cejlona, ki je v zgodnji fazi proizvajal čaj, je bil Charles Henry de Soysa. Britanci, kot je Henry Randolph Trafford, so prispeli na Cejlon in kupili kavne plantaže v krajih Poyston, blizu Kandija leta 1880, kjer je bilo središče kavne kulture v tistem času. Čeprav je Trafford malo vedel o kavi, je imel precejšnje znanje o pridelavi čaja in velja za enega od pionirjev proizvodnje čaja na Cejlonu. Do leta 1883 je bil Trafford rezidentni vodja številnih posesti na območju. Do poznih 1880-ih let so skoraj vse nasade kave zamenjali s čajevci. Podobno se je trgovina s kavo hitro zamenjala s čajem, da bi zadovoljili naraščajoče povpraševanje. Tehnologija predelave čajevca se je hitro razvila po tem ko je Samuel Cleland Davidson leta 1877 izdelal prvi sušilnik za čaj "Sirocco". Leta 1880 je komercialna proizvodnja čajev postala realnost. Leta 1884 je bila zgrajena osrednja tovarna na posestvu Fairyland (Pedro) v Nuwara Eliya. Ker se je proizvodnja čaja širila, so nastale nove tovarne, iz Anglije pa pripeljane inovativne metode mehanizacije. Marshall, Sons & Co. v Gainsboroughu v Lincolnshiru, tovarna Tangies Machine iz Birminghama in Davidson & Co. iz Belfasta so dobavile nove stroje s funkcijami, ki so v uporabi še danes.
Čaj se je čedalje bolj prodajal na dražbah, saj se je njegova priljubljenost povečevala. Prva javna avkcijska dražba je bila 30. julija 1883 v prostorih M/s Somerville in Company Limited pod pokroviteljstvom Cejlonske gospodarske zbornice. Na sejmu Chicago World leta 1893 je bilo prodanih en milijon čajnih paketov. Istega leta je čaj na londonskih čajnih avkcijah zabeležil rekordno ceno 36,15 £ za lb. Leta 1894 je bilo ustanovljeno Cejlonsko trgovsko združenje, danes pa se skozi to združenje in Gospodarsko zbornico proda skoraj ves čaj proizveden na Šrilanki. Leta 1896 je bilo ustanovljeno Brokersko združenje, leta 1915 pa je postal Tomas Amarasuriya, prvi Cejlonec, ki je bil imenovan za predsednika združenja plantažnikov. Leta 1925 je bil v Cejlonu ustanovljen Inštitut za raziskovanje čajev, ki je vodil raziskave o čim večjem donosu in proizvodnih metodah. Do leta 1927 je proizvodnja čajev v državi presegla 100.000 ton, skoraj v celoti za izvoz. Zakon iz leta 1934 prepoveduje izvoz čaja slabe kakovosti.
Leta 1938 je raziskovalni inštitut začel delo na vegetativnem razmnoževanju na posestvu St. Coombs v Talawakeleju, do leta 1940 pa razvil biološki nadzor (parazitska osa, Macrosentus homonae), ki je zaustavil gosenico Tea Tortrix, ki je ogrozila pridelavo čaja. Leta 1941 je bila ustanovljena prva Cejlonska čajno posredniška hiša, M/s Pieris & Abeywardena, leta 1944 pa Zveza plantažnih delavcev. 1. oktobra 1951 je bila uvedena izvozna dajatev na čaj, leta 1955 se je začelo gojenje prvih klonskih čajnih polj. Leta 1958 je bila ustanovljena Državna plantažna korporacija, 1. junija 1959 je bil uveden davek Ad Valorem za čaj, prodan na dražbah v Kolombu. 
Do leta 1996 je proizvodnja čaja presegla 250.000 ton, leta 2000 pa je narasla na več kot 300.000 ton. Leta 2001 je Forbes & Walker Ltd. začel prvo državno spletno prodajo čaja na dražbah za čaj v Kolombu.

## Delo
Neposredno in posredno je več kot milijon Šrilančanov zaposlenih v čajni industriji. Velik del delovne sile je mladih žensk, minimalna starost pa dvanajst let. Ker so se nasadi čaja na Šrilanki povečevali in zahtevali obsežno delo, je bilo zagotavljanje dovolj delovne sile problem. Singalci niso želeli delati na nasadih. Indijski Tamilci so prišli na Šrilanko že na začetku nasadov kave. Priseljevanje indijskih Tamilcev se je nenehno povečevalo in do leta 1855 že doseglo 55.000 novih priseljencev. Do konca obdobja kave jih je bilo na Šrilanki približno 100.000. Leta 1904 je Združenje sindikata plantažnikov v Tiruchirappalli (nekdanji Trichinopoly) v Indiji ustanovilo Cejlonsko delavsko komisijo. Glavni cilj je bil pridobiti poceni tamilsko delovno silo za plantaže čajev.
Dekleta običajno sledijo svojim materam, babicam in starejšim sestram na nasadih, od žensk pa se pričakuje tudi večino domačih opravil. Živijo v stanovanjih, znanih kot "linije", številne zaporedno postavljene hiše z eno ali dvema sobama. Sanitarni pogoji so na splošno slabi. Običajno obsegajo 6 do 12 ali 24 linijskih prostorov v eni baraki. Sobe za delavce so pogosto brez oken in malo ali brez prezračevanja. V eni sobi pogosto živi 6 do 11 članov skupaj. V zadnjem času so bili poskusi izboljšati pogoje namestitve. Po študijah Christiana Aida so tamkajšnji indijski tamilski delavci še posebej izpostavljeni diskriminaciji in viktimizaciji. Nekatere skrbi za pravice žensk so bile namenjene plantažnim delavkam, zato se je oblikovalo približno 85 sosedskih ženskih skupin po vsej državi, ki so se izobraževale, učile vodenja in preprečevanja nasilja nad ženskami.
Čajni nasadi so strukturirani v socialni hierarhiji in ženske, ki pogosto obsegajo 75% -85% delovne sile, so v najnižjih socialnih slojih in nemočne. Plače so običajno zelo nizke. V mestu Nuwara Eliya so bile ženske nekoč plačane le 7 rupij za kilogram, kar ustreza 7 centom, vsak dan pa morajo zbrati najmanj 16 kilogramov čajnih listov, številne pa morajo prehoditi tudi 16 km na dan. Tako so najnižja povprečna dnevna plačila 112 rupij. Zaradi socialnega razslojevanja v preteklosti so plačo predale možu ali očetu. Moški, ki delajo na nasadih čaja, običajno znižajo drevesa ali upravljajo stroje in so bolje plačani s 155 rupijami na dan in končajo delo prej.
Leta 2006 so se plače v sektorju čaja po pritisku povečale, povprečna dnevna plača pa je zdaj znatno višja s 378 rupijami za moške in na nekaterih mestih 261 za ženske. Vendar pa so študije pokazale, da je revščina še vedno velik problem in kljub čajni industriji, ki zaposluje veliko število revnih, zaposlovanje ni uspelo zmanjšati revščine, saj so delavci pogosto neizobraženi in nekvalificirani.

## Površine za gojenje
Glavna območja čaja so Kandi in Nuwara Eliya v Osrednji pokrajini, v občini Badulla, Bandarawela in Haputale v pokrajini Uva, Galle, Matara in Mulkirigala v Južni pokrajini ter v Ratnapura in Kegalle ter v pokrajini Sabaragamuwa.
Obstaja večinoma šest glavnih pokrajin, kjer sadijo čaj - Nuwara Eliya, Dimbula, Kandy Uda Pussellawa, pokrajina Uva in Južna pokrajina. Nuwara Eliya je plato na nadmorski višini 1902 m. Čaj iz Nuwara Eliye ima edinstven okus in je najkakovostnejši.
Dimbula je bilo eno prvih območij, ki so bila zasajena v 1870-ih letih. To območje zasaditve je na višini med 1067 do 1524 m, čaj pa visokorastoči ali high grown in je najkakovostnejši. Jugozahodni monsunski dež in hladno vreme od januarja do marca so odločilni dejavniki okusa. Osem podokrožij Dimbule so Hatton / Dickoya, Bogawanthalawa, Upcot / Maskeliya, Patana / Kotagala, Nanu Oya / Lindula / Talawakele, Agarapatana, Pundaluoya in Ramboda
Kandi je znan po srednjerastočem ali medium grawn čaju. Tu so bili ustanovljeni prvi nasadi čaja. Čajni nasadi so na višini od 610 do 1219 m. Pussellawa / Hewaheta in Matale sta dve glavni podskupini v pokrajini. Uda Pussellawa se nahaja med Nuwara Eliya in pokrajino Uva. V tej regiji prevladuje severozahodni monsun. Nasadi blizu Nuwara Eliye imajo vrsto rožnatih čajev. Podobmočja sta Maturata in Ragala / Halgranoya.
Čaji območja Uva imajo poseben okus in se pogosto uporabljajo za mešanice. Čajni nasadi so na 914 do 1524 m. Ker je okrožje veliko, ima Uva številne podsektorje: Malwatte / Welimada, Demodara / Hali-Ela / Badulla, Passara / Lunugala, Madulsima, Ella / Namunukula, Bandarawela / Poonagala, Haputale in Koslanda / Haldummulla
Nizkorastoči ali low grown čaj raste predvsem v južni Šrilanki. Ti čaji se gojijo do višine 610 m in uspevajo v plodnih tleh in v toplem podnebju. Območja se razprostirajo na štirih glavnih podeželskih območjih: Ratnapura / Balangoda, Deniyaya, Matara in Galle.
Različne vrste čajev se mešajo, da dobijo potrebno aromo in barvo. Pokrajina Uva, Nuwara Eliya, Dimbuala in Dickoya so območja, od koder izvira srednjerastoči čaj. Nižjerastoči čaj je močnejši in manj subtilen po okusu in se proizvaja na območjih Galle, Matara in Ratnapura.

### Infrastruktura
Po uvedbi čaja se je šrilanško gospodarstvo preoblikovalo iz tradicionalnega gospodarstva v plantažno gospodarstvo. V času Kandijskega kraljestva je bila politika ne graditi cest zaradi strateške obrambe. Zato, ko so začeli s plantažami, v hribovitem delu države ni bilo veliko infrastrukture. Prevoz izdelkov v pristanišče Kolombo je bil velik problem. Vlada Šrilanke je zato sprejela obsežen program cestnega, železniškega in urbanega razvoja v plantažah. Guverner sir Edward Barnes je bil pionir pri izgradnji cest. Med njegovo vlado so kapitan Dawson, major Skinner in drugi na oddelku za javna dela končali cesto Kolombo-Kandi.
Gradnja cest je zadostovala za reševanje transportnega problema. Iskanje zadostnih vozil je bilo težko in so bila počasna. Združenje Cejlonskih plantažnikov je bilo ustanovljeno leta 1854 v znak protesta za zmanjšanje državnih stroškov na cestah. To združenje je pritiskalo na vlado, da gradi in vzdržuje ceste. Čeprav se je gradnja prve železniške proge začela leta 1858, se linija zaradi teh protestov ni bila odprta do leta 1865.
Glavna železniška proga je bila zgrajena od Kolomba do Ambepussa, 54 km proti vzhodu. Najprej je služila za prevoz kave in čaja iz hribovitega dela države v Kolombo in v izvoz. Že vrsto let je bil prevoz tega blaga glavni vir dohodka proge. Prvi vlak je stekel 27. decembra 1864. Linija je bila uradno odprta za promet 2. oktobra 1865. Glavna proga je bila razširjena po etapah do Kandija leta 1867, Nawalapitiya do leta 1874, Nanu Oya do leta 1885, Bandarawelo do leta 1894 in leta 1924 v Bandullo.
Druge proge so bile še: linija Matale leta 1880, obalna linija leta 1895, severna linija leta 1905, linija Mannar leta 1914, linijo dolina Kelani leta 1919 in Puttalam 1926 in liniji Batticaloa in Trincomalee leta 1928. Železniške proge so pomagale pri razvoju nerazvite države. Danes železnice pretežno prevažajo potnike, še zlasti potnike v in iz Kolomba.

## Produkti
Cejlonski črni čaj
Cejlonski črni čaj je ena od specialitet. Ima hrustljavo aromo, ki spominja na agrume in se uporablja tako v mešanici kot čist. Goji se na številnih plantažah, ki se razlikujejo po nadmorski višini in okusu.
Cejlonski zeleni čaj
Cejlonski zeleni čaj je večinoma narejen iz asamskega čajnega listja. Goji se v Idalgashinni v pokrajini Uva. Zeleni čaji imajo na splošno polnejše telo in bolj oster, precej sladek, orehov okus, značilen za čaje iz asamskega zrnja. Stopnje čajnih razredov večine zelenih čajev odsevajo tradicionalno kitajsko nomenklaturo zelenega čaja, kot je čvrsto valjani China gunpowder ali bolj odprte liste s kitajskim imenom Chun Mee. Na splošno imajo zeleni čaji s Šrilanke svoje lastne značilnosti – po navadi so temnejši tako v suhem kot tudi infuziranem stanju, njihov okus pa je bogatejši. Ker se želje po tržnem povpraševanju spreminijajo, proizvajalci zelenega čaja uporabljajo več izvirne kitajske, indonezijske, japonske in brazilske semenske baze, kjer je proizvodnja zelo lahka, barva peneča svetlo rumena in ima bolj občutljiv, sladek okus, kot ga želi večina svetovnega trga z zelenimi čaji. Trenutno Šrilanka ostaja zelo majhen proizvajalec zelenih čajev in zato so indijski in kenijski bolj priljubljeni. Velik del zelenega čaja, proizvedenega na Šrilanki, se izvaža v trge Severne Afrike in Bližnjega vzhoda.
Cejlonski beli čaj
Cejlonski beli čaj, znan tudi kot "srebrni vršički", je zelo cenjen, cene za kilogram pa so precej višje od drugih čajev. Čaj je najprej zrasel v Nuwara Eliya blizu Adamovega vrha med 2.200-2.500 metrov nadmorske višine. Pridobijo ga iz odtrganih cvetnih popkov in vrhnjih lističev, ki so zoreli v senci, zato vsebujejo manj klorofila. Čaj se prideluje, pobira in valja z roko, listi so posušeni in pobeljeni na soncu. Ima občutljivo, zelo svetlo tekočino z notami bora in medu in zlato bakreno infuzijo. "Deviški beli čaj" se prideluje na plantaži Handunugoda Tea blizu Galleja na jugu Šrilanke.
- Cejlonski Super Pekoe črni čaj
- Cejlonski zeleni čaj
- Cejlonski srebrni tip čaja

## Mednarodno tržišče in cene

### Glavni trgi šrilanškega čaja
Najpomembnejši tuji trgi za šrilanški čaj so države nekdanje Sovjetske zveze ali Skupnost neodvisnih držav, Združeni arabski emirati, Rusija, Sirija, Turčija, Iran, Saudova Arabija, Irak, Združeno kraljestvo, Egipt, Libija in Japonska.

### Znamke in razvrščanje
Cejlonski čaj je razdeljen na tri skupine: visokokorastoči (Udarata), srednje rastoči (Medarata) in nizko rastoči čaj (Pahatha rata), kar temelji na geografiji pokrajine, na kateri se goji.
Čaj, proizveden na Šrilanki na svojih paketih logo "Leva"  kar kaže. Uporabo logotipa Leva skrbno spremlja Šrilanški čajni odbor , ki je vodilno telo čajne industrije. Če proizvajalec čajev želi uporabo logotipa Leva na svoji embalaži, morajo pridobiti dovoljenje tega odbora. Ta nato izvaja strog inšpekcijski postopek, uspešen pregled pa proizvajalcu omogoča uporabo logotipa skupaj s sloganom Pure Ceylon Tea - Packed in Sri Lanka na svoji embalaži za čaj. Vsako pošiljko pred pošiljanjem temeljito pregledajo inšpektorji. Zato logotip Leva in besedilo slogana zagotavljata izvor čaja in njegovo kakovost.
Večina šrilanških izvoznikov čaja, kot je Dilmah, se zdaj osredotočajo na večjo kvaliteto namesto izvoza surovega čaja. Ime "Cejlonski čaj" ali "Šrilanški čaj" še vedno velja za znak kakovosti po vsem svetu.
Gradacija razvrščanja, ki se uporablja na Šrilanki za razvrstitev čajev, nikakor ni pokazatelj njegove kakovosti, temveč navaja njegovo velikost in izgled. V glavnem obstajata dve kategoriji. Temeljna gradacija se imenuje Orange Pekoe (OP). Izraz orange najbrž izvira iz značilne barve kuhanega čaja, pekoe pa v mandarinščini pomeni beli cvet. Čaji se razlikujejo tido po zdrobljenosti lističev (angleško broken). Imena čajev iz zdrobljenih lističev so tako:Broken Orange Pekoe, Broken Pekoe, Flowery Orange Pekoe, ki vsebuje posamezne čajeve popke. Najboljši čaj iz popkov je FTGFOP ali Finest Tippy Golden Frowery Orange Pekoe.

## Institucije in raziskave

### Cejlonski muzej čaja
Šrilanški čajni odbor je leta 2001 odprl Muzej čaja v Hantani, v mestu Kandi. Čeprav eksponatov ni veliko, ponujajo dragocen vpogled v to, kako so čaj pridelovali v začetku. Stari stroji, nekateri že več kot stoletje, so obnovljeni v delujočem stanju. Prva razstava, ki pozdravlja obiskovalce, je Ruston in Hornsby dizelski motor, sledijo drugi motorji na tekoča goriva, ki se nahajajo v strojnici v pritličju muzeja. Moč za čajna posestva so pridobivali tudi s pomočjo vodnih turbin.
Muzejska soba Rolling Room prikazuje razvoj proizvodnih tehnik z zbirko valjev. Tukaj je razstavljen ročno upravljan Little Giant Tea Roller.

### Čajni raziskovalni inštitut
Čajni raziskovalni inštitut je parlament ustanovil leta 1925. Trenutno je edini nacionalni organ v državi, ki izvaja in razširja nove raziskave in tehnologijo v zvezi s predelavo in pridelavo čaja.
V začetku sedemdesetih let sta dva raziskovalca iz Nacionalnega inštituta za zobozdravstvene raziskave v Bethesdi v Marylandu izvedla vrsto raziskovalnih projektov, v katerih so spremljala  študijsko skupino velikega števila tamilskih delavcev, ki so delali na plantažah Dunsinane in Harrow, 50 milj od Kandija. Ta študija je pomembna, ker je omogočila, da delavci čajnih plantaž nikoli niso uporabljali običajnih ustnih higienskih ukrepov, s čimer so zagotovili vpogled v naravno zgodovino parodontalne bolezni pri človeku.

## Standardi trajnosti in certifikati
Obstajajo številne organizacije, tako mednarodne kot lokalne, ki spodbujajo in uveljavljajo standarde trajnosti in potrdila, ki se nanašajo na čaj iz Šrilanke.
Med mednarodnimi organizacijami, ki delujejo znotraj Šrilanke, so Rainforest Alliance, Fairtrade, UTZ Certified in Ethical Tea Partnership. Združenje malih ekoloških kmetov (SOFA) je lokalna organizacija, ki se ukvarja z ekološkim kmetovanjem.

## Druga literatura
- George Thornton Pett (1899). The Ceylon Tea-Makers' Handbook. The Times of Ceylon Steam Press, Colombo.